# Лушников, Роман Сергеевич
Роман Сергеевич Лушников (5 ноября 1979, Приангарский, Красноярский край — 29 января 2000, Грозный) — младший сержант Вооружённых Сил Российской Федерации, участник антитеррористических операций в период Второй чеченской войны, погиб при исполнении служебных обязанностей.

## Биография
Роман Сергеевич Лушников родился 5 ноября 1979 года в посёлке Приангарском Кежемского района Красноярского края. Законом Красноярского края от 20 марта 2014 года № 6-2191 посёлок Приангарский упразднён.
С 1986 года вместе с семьёй переехал в город Куртамыш Куртамышского района Курганской области. Учился в Куртамышской средней школе № 2 и в вечерней школе. 
Получив среднее образование, он в 1994 году поступил в Государственное образовательное учреждение начального профессионального образования «Профессиональное училище № 19» (ныне ГБПОУ «Березовский агропромышленный техникум», село Советское Куртамышского муниципального округа Курганской области). В 1997 году получил специальность «Мастер сельскохозяйственного производства» (фермер), имел права машиниста-тракториста широкого профиля и водителя автомобиля.
12 ноября 1997 года Лушников был призван на службу в Вооружённые силы Российской Федерации. Срочную службу проходил в Уральском военном округе. Когда в августе 1999 года активизировались боевые действия на Северном Кавказе, Лушников изъявил желание принять в них участие. К тому времени до завершения срока службы ему оставалось два месяца и он планировал продолжить служить на контрактной основе. 19 сентября 1999 года направлен в Чечню. Вскоре Лушников был назначен командиром боевой машины пехоты 1-й мотострелковой роты 1-го мотострелкового батальона 276-го мотострелкового полка (в/ч № 69771).
29 января 2000 года группа сослуживцев Лушникова попала в окружение в городе Грозном Чеченской Республики (Операция «Охота на волков»). В эти дни 276-й мотострелковый полк стоял на стыке с 15-м мотострелковым полком недалеко у пересохшей реки у селения Алхан-Кала (юго-западный пригород Грозного) во время блокирования чеченской столицы. Стремясь спасти своих раненых товарищей, экипаж БМП под его командованием атаковал боевиков, приняв неравный бой. В том бою Лушников, получив 11 огнестрельных ранений, погиб. Двое суток российские войска не могли отбить тело. Чеченцы изъяли документы убитого. В извещении указана дата смерти 31 января 2000 года. Отец Романа ездил в Ростов-на-Дону на опознание, 26 февраля 2000 года тело привезли в Куртамыш.
Роман Сергеевич Лушников похоронен 27 февраля 2000 года на городском кладбище города Куртамыша Куртамышского района Курганской области, III квартал, могила № 1229, ныне город — административный центр Куртамышского муниципального округа той же области.
Указом Президента Российской Федерации младший сержант Роман Сергеевич Лушников посмертно был удостоен ордена Мужества. Кроме того, он был награждён медалью Суворова.

## Награды
- Орден Мужества, посмертно, в сентябре 2000 года награда вручена его родителям
- Медаль Суворова

## Память
- В честь Лушникова названа улица в городе Куртамыше[7], расположена в северо-восточной части города (дорога на Юргамыш).
- На здании Куртамышской средней школы № 2 установлена мемориальная доска в память о Лушникове — 54°55′08″ с. ш. 64°26′43″ в. д.HGЯO[8].
- Мемориальная доска на доме, где жил, открыта 5 ноября 2012 года, город Куртамыш, ул. Грибоедова, 17 — 54°55′06″ с. ш. 64°27′12″ в. д.HGЯO

## Семья
Отец Сергей Анатольевич, мать Наталья Сергеевна Лушниковы.